# Toppserien 2017
La Toppserien 2017 è stata la 34ª edizione della massima serie del campionato norvegese femminile di calcio. La competizione è iniziata il 17 aprile ed è terminata il 4 novembre 2017. Il LSK Kvinner ha vinto il campionato per la quinta volta nella sua storia, la quarta consecutiva.

## Stagione

### Novità
Dalla Toppserien 2016 era stato retrocesso l'Urædd, mentre dalla 1. divisjon 2016 era stato promosso il Grand Bodø. Il Medkila aveva mantenuto il posto in Toppserien dopo aver sconfitto il Lyn Oslo nei play-off promozione-retrocessione.

### Formula
Le 12 squadre partecipanti si affrontavano in un girone all'italiana con partite di andata e ritorno per un totale di 22 giornate. La squadra campione di Norvegia aveva il diritto di partecipare alla UEFA Women's Champions League 2018-2019 partendo dai sedicesimi di finale, mentre la seconda classificata veniva ammessa al turno di qualificazione della UEFA Women's Champions League 2018-2019. La penultima classificata affrontava la seconda classificata in 1. divisjon nello spareggio promozione-retrocessione. L'ultima classificata retrocedeva direttamente in 1. divisjon.

## Squadre partecipanti
| Club           | Città      | Stadio                  | Stagione 2016           |
| -------------- | ---------- | ----------------------- | ----------------------- |
| Arna-Bjørnar   | Arna       | Arna Idrettspark        | 8º posto in Toppserien  |
| Avaldsnes      | Avaldsnes  | Avaldsnes Idrettssenter | 2º posto in Toppserien  |
| Grand Bodø     | Bodø       | Aspmyra Stadion         | 1º posto in 1. divisjon |
| Klepp          | Klepp      | Klepp Stadion           | 10º posto in Toppserien |
| Kolbotn        | Kolbotn    | Sofiemyr Stadion        | 4º posto in Toppserien  |
| LSK Kvinner    | Lillestrøm | LSK-hallen              | Campione di Norvegia    |
| Medkila        | Harstad    | Harstad Stadion         | 11º posto in Toppserien |
| Røa            | Oslo       | Røa Kunstgress          | 5º posto in Toppserien  |
| Sandviken      | Bergen     | Stemmemyren Kunstgress  | 6º posto in Toppserien  |
| Stabæk         | Bærum      | Nadderud Stadion        | 3º posto in Toppserien  |
| Trondheims-Ørn | Trondheim  | Ranheim Arena           | 7º posto in Toppserien  |
| Vålerenga      | Oslo       | Intility Arena          | 9º posto in Toppserien  |

## Allenatori
| Squadra        | Allenatore          |
| -------------- | ------------------- |
| Arna-Bjørnar   | Morten Røsland      |
| Avaldsnes      | Kent Michael Bøe    |
| Grand Bodø     | Trond Schjølberg    |
| Klepp          | Oliver Harder       |
| Kolbotn        | Cecilie Berg-Hansen |
| LSK Kvinner    | Hege Riise          |
| Medkila        | Roy Berntsen        |
| Røa            | Geir Nordby         |
| Sandviken      | Øyvind Nordtveit    |
| Stabæk         | Vanja Stefanovic    |
| Trondheims-Ørn | Thomas Sandø Dahle  |
| Vålerenga      | Kjell Edvin Gustad  |

## Classifica finale
|  | Pos. | Squadra        | Pt | G  | V  | N | P  | GF | GS | DR  |
|  | ---- | -------------- | -- | -- | -- | - | -- | -- | -- | --- |
|  | 1.   | LSK Kvinner    | 59 | 22 | 19 | 2 | 1  | 68 | 18 | +50 |
|  | 2.   | Avaldsnes      | 48 | 22 | 15 | 3 | 4  | 51 | 17 | +34 |
|  | 3.   | Stabæk         | 43 | 22 | 13 | 4 | 5  | 46 | 23 | +23 |
|  | 4.   | Klepp          | 40 | 22 | 12 | 4 | 6  | 34 | 24 | +10 |
|  | 5.   | Røa            | 37 | 22 | 11 | 4 | 7  | 42 | 28 | +14 |
|  | 6.   | Arna-Bjørnar   | 35 | 22 | 9  | 8 | 5  | 39 | 28 | +11 |
|  | 7.   | Vålerenga      | 34 | 22 | 10 | 4 | 8  | 38 | 33 | +5  |
|  | 8.   | Trondheims-Ørn | 30 | 22 | 8  | 6 | 8  | 36 | 36 | 0   |
|  | 9.   | Sandviken      | 18 | 22 | 4  | 6 | 12 | 23 | 34 | -11 |
|  | 10.  | Kolbotn        | 15 | 22 | 4  | 3 | 15 | 17 | 43 | -26 |
|  | 11.  | Grand Bodø     | 8  | 22 | 2  | 2 | 18 | 30 | 80 | -50 |
|  | 12.  | Medkila        | 5  | 22 | 1  | 2 | 19 | 9  | 69 | -60 |

Legenda:
      Campione di Norvegia e ammessa alla UEFA Women's Champions League 2018-2019
      Ammessa alla UEFA Women's Champions League 2018-2019
 Ammessa allo spareggio promozione-retrocessione
      Retrocessa in 1. divisjon 2018
Note:
Tre punti a vittoria, uno a pareggio, zero a sconfitta.
La classifica viene stilata secondo i seguenti criteri:
- Punti conquistati
- Differenza reti generale
- Reti totali realizzate
- Punti conquistati negli scontri diretti
- Differenza reti negli scontri diretti
- Reti realizzate in trasferta negli scontri diretti (solo tra due squadre)
- Reti realizzate negli scontri diretti
- play-off (solo per decidere la squadra campione, l'ammissione agli spareggi e le retrocessioni)

## Play-off promozione-retrocessione
Al play-off sono state ammesse l'undicesima classificata in Toppserien, il Grand Bodø, e la seconda classificata in 1. divisjon, l'Urædd. Dopo il doppio confronto il Grand Bodø ha mantenuto il posto in Toppserien, mentre l'Urædd è rimasto in 1. divisjon.
|            | Risultati |            | Luogo e data                |
| ---------- | --------- | ---------- | --------------------------- |
| Urædd      | 0 - 4     | Grand Bodø | Porsgrunn, 12 novembre 2017 |
| Grand Bodø | 3 - 0     | Urædd      | Bodø, 19 novembre 2017      |

## Statistiche

### Classifica marcatrici
Statistiche da sito federazione.
| Gol |  |  | Giocatore                  | Squadra     |
| --- |  |  | -------------------------- | ----------- |
| 18  |  |  | Guro Reiten                | LSK Kvinner |
| 17  |  |  | Lisa-Marie Karlseng Utland | Røa         |
| 15  |  |  | Sophie Román Haug          | LSK Kvinner |
| 14  |  |  | Tameka Butt                | Klepp       |
| 11  |  |  | Anne-Marthe Birkeland      | Grand Bodø  |
| 11  |  |  | Melissa Bjånesøy           | Stabæk      |
| 11  |  |  | Cecilie Pedersen           | Avaldsnes   |
| 11  |  |  | Elise Thorsnes             | Avaldsnes   |
| 10  |  |  | Marte Berget               | LSK Kvinner |